# Gnionica
Gnionica (cyr. Гнионица) – wieś w Bośni i Hercegowinie, w Republice Serbskiej, w gminie Vukosavlje. W 2013 roku liczyła 369 mieszkańców.